# Пиро Гонзага
Пиро Гонзага (на италиански: Pirro Gonzaga, * 13 април 1490, † 22 януари 1529, Гацуоло) от кадетския клон Сабионета е Боцоло на рода Гонзага е италиански кондотиер, съграф на Родиго (1499 – 1531 с Лудовико Гонзага и 1521 – 1532 с Луиджи Гонзага (Родомонте)), господар на Боцоло (1527 – 1529) и на Сан Мартино дал'Арджине (1527 – 1529).

## Произход
Той е вторият син на Джанфранческо Гонзага (* 1446 – 1496), италиански кондотиер и първи граф на Сабионета, и на съпругата му Антония дел Балцо (* 1461 – 1538). Негови дядо и баба по бащина линия са Лудовико III Гонзага, 2-ри маркграф на Мантуа, и Барбара фон Бранденбург, а по майчина – Пиро дел Балцо, княз на Алтамура и херцог на Веноца, и Мария Доната Орсини дел Балцо, граф на Монтескальозо. Има братя и сестри:
- Сестра († 1479), родена преждевременно
- Лудовико (* 1480, † 1540), втори граф на Сабионета, граф на Родиго, сеньор на Боцоло и на Остиано, съпруг на Франческа Фиески
- Барбара (* 1482, † 1558), графиня на Каяцо като съпруга на Джанфранческо Сансеверино
- Федерико (* ок. 1480, † 1527), съпруг на Джована Орсини
- Доротеа (* 1485 † 1538), маркиза на Битонто като съпруга на Джанфранческо Акуавива д'Арагона
- Сузана (* 1485 † 1556), графиня на Колезано и баронеса на Назо като съпруга на Пиетро ди Кардона,
- Камила (* 1488, † 1529), маркиза на Атрипалда като съпруга на Алфонсо Гранай Кастриота
- Елеонора (* 1488 † 1512), графиня на Верденберг-Хайлигенберг-Зигмаринген като съпруга на Кристоф фон Велденберг-Хайлигенберг
- Антония Гонзага (* 1493 † 1540), графиня на Саличето като съпруга на Алфонсо Висконти и маркиза на Караваджо и графиня на Мелцо като съпруга на Филипо Торниели
- Джована Гонзага, маркиза на Дзибело каот съпруга на Уберто Палавичино,
- Джанфранческо Гонзага (* 1493 † 1500)

## Биография
През 1499 г., след смъртта на баща си, той споделя с брат си Лудовико владението на Сабионета, Досоло, Помпонеско, Гацуоло и Родиго и заедно с другите си трима братя Лудовико, Федерико и Джанфранческо господството на Сан Мартино дал'Арджине. През 1521 г. отстъпва земите на Сабионета на брат си Лудовико.
В края на 1522 г. участва в превземането на Перуджа. Взет в плен и обвинен в престъпление през 1523 г., той претърпява конфискация на активите си и загуба на феодалните владения Гацуоло, Помпонеско и Досоло, които са присвоени от императора за неговия племенник Луиджи Гонзага, нар. „Родомонте“.
През 1525 г. участва в обсадата на Павия и претърпява поражение. След първоначална привързаност към каузата на империята той преминава на френската страна, за която се бори смело до поражението, претърпяно през 1525 г. в битката при Сант'Анджело Лодиджано срещу имперските войски, командвани от Фернандо Франческо д'Авалос, маркиз на Пескара. Пиро се предава и е затворен в кулата на Пицигетоне. Освободен е благодарение на намесата на майка си Антония, която плаща голяма сума в дукати, и се оттегля в Гацуоло.
Пише завещанието си на 25 април 1529 г., умира на 1 май и е погребан в Оратория „Сан Пиетро“ в Белфорте (днес подселище на Гацуоло). След смъртта му неговият племенник Луиджи „Родомонте“ дава земите, които са били конфискувани от него, на синовете си Карло и Федерико.

## В литературата
Поетът Матео Бандело му посвещава Новела XXX от Prima parte (1554).

## Брак и потомство
∞ за Камила Бентивольо (* 1480?, Болоня; † 19 ноември 1529), дъщеря на Анибале II Бентивольо, господар на Болоня, и на Лукреция д'Есте, от която има двама сина и пет дъщери:
- Изабела Гонзага (* 11 февруари 1521, † 1583), ∞ за Родолфо Гонзага († 1553), граф на Повильо и син на Джанфранческо Гондзага, от когото има поне 6 деца;
- Лукреция Гонзага (* 21 юли 1522, Гацуоло; † 11 февруари 1576, Мантуа), домашният ѝ учител поетът Матео Бандело пише стихотворение за нея, ∞ за Паоло Манфроне, благородник от Виченца, от когото има 4 деца;
- Карло Гонзага (* 1523, † 13 юни 1555, Гацуоло), маркиз на Гацуоло, , сеньор на Сан Мартино дал'Арджине, господар на Дозоло; ∞ за Емилия Кауци Гонзага, от която има 11 деца;
- Иполита Гонзага, ∞ за граф Бруноро ди Тиене от Виченца;[4]
- Камила Гонзага, монахиня в Мантуа
- Емилия Гонзага
- Федерико Гонзага (*1528, † 1570), втори маркиз на Гацуоло, ∞ 1550 за Лукреция д’Инчиза дела Рокета, от която 2 деца;

- Камила Бентивольо, съпруга
- Изабела Гонзага, дъщеря
- Карло, син (в центъра)
- Федерико, син